# Nephrotoma peralticrista
Nephrotoma peralticrista är en tvåvingeart som beskrevs av Alexander 1967. Nephrotoma peralticrista ingår i släktet Nephrotoma och familjen storharkrankar. Inga underarter finns listade i Catalogue of Life.